# Sidi Bouzid Arragrag
Sidi Bouzid Arragrag (franska: Sidi Bouzid Arragrag (CR), Sidi Bouzid Arragrag (Commune Rurale), arabiska: سيدي المختار) är en kommun i Marocko.   Den ligger i provinsen Chichaoua och regionen Marrakech-Safi, i den centrala delen av landet, 300 km sydväst om huvudstaden Rabat. Antalet invånare är 9 348.